# Robbie Robertson
För seriefiguren, se Robbie Robertson (seriefigur).
Jaime Royal "Robbie" Robertson, OC, född 5 juli 1943 i Toronto, Ontario, död 9 augusti 2023 i Los Angeles, Kalifornien, var en kanadensisk gitarrist, sångare och låtskrivare. Han blev känd som gitarrist i det kanadensisk-amerikanska rockbandet The Band men uppträdde på senare tid som soloartist.

## Biografi
Robertsons far var judisk och modern mohawkindian. Han började spela gitarr vid sex års ålder och snart började han skriva låtar. Genombrottet kom efter kontakter med sångaren Ronnie Hawkins och 1961 till 1963 var han medlem av dennes kompband the Hawks (först som basist och senare gitarrist, turnerade i både USA och Kanada). The Hawks bröt med Ronnie Hawkins och turnerade på egen hand i några år. Robertson utvecklade en bländande teknik och var gitarrhjälte i New York-området innan det fanns gitarrhjältar. Efter att Bob Dylan först hade anlitat Robertson ensam som studiomusiker blev hela The Hawks kompband åt Dylan. I samband med Dylans motorcykelolycka 1966 fick gruppen eget skivkontrakt och lanserades under namnet The Band. 
Robertson, som tidigt hade börjat skriva låtar, blev snart The Bands främste låtskrivare. Nästan alla The Bands kända låtar, som "The Weight", "The Night They Drove Old Dixie Down" och "Up on Cripple Creek", är skrivna av honom. Detta ledde till konflikter mellan Robertson och trummisen Levon Helm, som ansåg att många av låtarna hade arbetats fram av hela gruppen i studion. Det var Robertson som tog initiativet till upplösningen av The Band 1976, och när gruppen återförenades på 1980-talet ville han inte vara med. 
1987 debuterade han istället som soloartist med albumet Robbie Robertson. 1994 återkom Robbie till sina rötter med gruppen The Red Road Ensemble och Music for the Native Americans. 1998 kom albumet Contact from the Underworld of Redboy. En av låtarna ägnar han Leonard Peltier, som även själv talar per telefon. År 2000 spelade han tillsammans med Levon Helm på Ronnie Hawkins låt "Blue Moon in My Sign" på albumet Can't Stop Rockin' - men Helm och Robertson var aldrig i studion samtidigt. Robertson har varit musikalisk rådgivare till Martin Scorsese på flera av hans filmer och hjälpt att hitta musik till filmer som Tjuren från Bronx (1980), The King of Comedy (1983), Casino (1995), Gangs of New York (2002), The Departed (2006), Shutter Island (2010), The Wolf of Wall Street (2013) och The Irishman (2019)

## Diskografi

### Med The Band
- 1969 – Music from Big Pink
- 1969 – The Band
- 1970 – Stage Fright
- 1971 – Cahoots
- 1972 – Rock of Ages (live)
- 1973 – Moondog Matinee
- 1975 – Northern Lights-Southern Cross
- 1977 – Islands
- 1978 – The Last Waltz

### Solo
- 1987 – Robbie Robertson
- 1991 – Storyville
- 1994 – Music for the Native Americans
- 1998 – Contact from the Underworld of Red Boy
- 2011 – How to Become Clairvoyant